# U-24 (1936)
U-24 – niemiecki okręt podwodny (U-Boot) typu II B z okresu II wojny światowej. Okręt wszedł do służby w 1936 roku. 

## Historia
Zamówienie na budowę kolejnego okrętu podwodnego typu II B zostało złożone w stoczni Germaniawerft w Kilonii 2 lutego 1935 roku. Rozpoczęcie budowy okrętu miało miejsce 21 kwietnia 1936. Wodowanie nastąpiło 24 września 1936, wejście do służby 10 października 1936.
Okręt służył do 31 grudnia 1939 we Flotylli U-Bootów „Weddingen” i „Lohs”. Od 1 stycznia 1940 wszedł w skład 1. Flotylli U-Bootów. W maju i czerwcu 1940 wchodził w skład szkolnej jednostki U-Bootów. 1 lipca 1940 jako jednostkę szkolną przydzielono go do 21. Flotylli U-Bootów stacjonującej w Piławie. Okręt wycofano ze służby 1 maja 1942. Kadłub podzielono na części i drogą wodną (Dunajem) przetransportowano na Morze Czarne, gdzie został zmontowany w rumuńskim porcie Gałacz.
Ponowne wejście do służby nastąpiło 14 października 1942. Okręt włączono do 30. Flotylli U-Bootów stacjonującej w porcie Konstanca. 20 sierpnia 1944 okręt został uszkodzony w wyniku ataku radzieckich samolotów. Wycofujące się wojska niemieckie zatopiły okręt 25 sierpnia, aby nie został zajęty przez wojska radzieckie. Okręt został wydobyty z dna 7 lipca 1945 i przeholowany do Sewastopola. Z powodu poważnych uszkodzeń remont okazał się nieopłacalny. Jako okręt-cel został zatopiony 26 maja 1947 przez radziecki okręt podwodny M-120.
U-24 łącznie odbył 20 patroli bojowych, podczas których zatopił jeden statek (961 BRT), jeden o pojemności 7.886 BRT uznany potem za stratę całkowitą (radziecki zbiornikowiec), 5 okrętów (jednostki desantowe – łącznie 571 t), dodatkowo uszkodził statek (zbiornikowiec – 7.661 BRT).